# Bertrando II di Baux
Bertrando del Balzo o Bertrand de Baux, in latino Bertrandus de Baucio (1238 circa – 1305), 9° signore di Baux e 1º conte di Avellino.

## Biografia
Era figlio ultimogenito di Barral di Baux e di Sibille d'Anduze.
Nel 1265 Bertrando accompagnò il padre Barral nella discesa in Italia di Carlo d'Angiò e insieme parteciparono alla conquista del Regno di Sicilia: i due si guadagnarono così il favore di re Carlo, che nel 1268 investì Bertrando della contea di Avellino e della signoria di Calvi, Padula, Francolise e Riardo: il feudo, che faceva di lui uno dei più grandi baroni del Regno, gli imponeva l'obbligo di mettere a disposizione del re trenta cavalieri.
Bertrando prese parte anche alla battaglia di Tagliacozzo (23 agosto 1268), dopo di che tornò in Provenza per amministrare il patrimonio della famiglia in seguito alla morte del padre Barral. Dopo aver affidato l'amministrazione delle terre provenzali a suoi baglivi, nella primavera del 1270 ritornava nel Regno di Sicilia dove Carlo d'Angiò, diventato senatore di Roma, gli affidò la carica di vicario della città, ponendolo alla guida del governo civile e militare del Comune. Di questo periodo (primavera 1270 - autunno 1271) si conserva molta documentazione relativa alle decisioni prese da Bertrando nel campo giuridico, finanziario e militare per il governo dell'Urbe.
Nell'amministrazione dei suoi feudi in Campania ebbe un comportamento spregiudicato che rasentò l'angheria e il sopruso, al punto che ebbe una vertenza che lo oppose all'abbazia di San Vincenzo al Volturno (sito nel territorio di Calvi) e poi nel 1276 Avellino stessa si ribellò contro il conte. Tuttavia, quando il re affrontò la questione (marzo 1277) e Carlo, principe di Salerno, inviò ad Avellino due giudici della Curia per valutare i fatti, a Bertrando (che in precedenza si era esposto economicamente in favore del re in prestiti e avalli di grande valore) non fu mossa alcuna accusa e anzi vennero concesse altre terre nel Casertano per ampliare il suo feudo e ottenere rendite sufficienti alle sue necessità. Ulteriori incrementi territoriali ottenne in seguito alla morte del cugino, Bertrand de Baux de Pertuis.
Anche nei possedimenti provenzali dovette far fronte a questioni e vertenze. Forse per questo motivo, contrariamente alle disposizioni del Regnum, Bertrando si trattenne nelle terre di Provenza ben oltre il limite consentito di un anno. Non partecipò, se non formalmente, alla campagna balcanica contro l'impero bizantino e non prese parte neppure alle prime fasi dei Vespri siciliani: solo nel 1286 coi figli Ugo e Raimondo si recò a Brindisi per assumere il comando di una flotta di 40 navi destinata in Sicilia. La flotta salpò nella primavera del 1287 e sbarcò nei pressi di Augusta, che tuttavia resistette all'assedio delle truppe angioine. Nella disfatta generale, Bertrando cadde prigioniero e per riscattarlo il reggente Roberto II d'Artois fu costretto a cedere in pegno agli Aragonesi l'isola di Ischia. Mentre i suoi figli rimasero prigionieri degli Aragonesi fino al 1290, Bertrando fu inviato da Carlo II di Napoli alla corte aragonese per intavolare col re Alfonso III trattative di pace che si conclusero con un armistizio di due anni.
In seguito, Bertrando tornò di nuovo in Provenza, dove fu impegnato a risanare i debiti (contratti per la restituzione del riscatto) fino al 1305, anno della sua morte.

## Matrimoni
Bertrando II di Baux sposò primo intorno al 1254 sposò Filippa di Poitiers, figlia Aymar III, conte del Valentinois, e già promessa sposa del fratello Ugo, morto in giovane età.  Dopo la morte di Filippa, avvenuta nel 1282, si risposò con Agata de Mévouillon.